# Rebeca Sires Rodríguez
Rebeca Sires Rodríguez (Sevilla, 6 de septiembre de 1978) es una deportista española que compitió en halterofilia. Ganó cuatro medallas en el Campeonato Europeo de Halterofilia entre los años 1997 y 2005.

## Palmarés internacional
| Campeonato Europeo | Campeonato Europeo | Campeonato Europeo | Campeonato Europeo |
| Año                | Lugar              | Medalla            | Categoría          |
| ------------------ | ------------------ | ------------------ | ------------------ |
| 1997               | Sevilla (España)   | Medalla de bronce  | 50 kg              |
| 1999               | La Coruña (España) | Medalla de bronce  | 53 kg              |
| 2004               | Kiev (Ucrania)     | Medalla de bronce  | 48 kg              |
| 2005               | Sofía (Bulgaria)   | Medalla de plata   | 48 kg              |